# Ángel Garvín
Ángel Fermín Garvín Martín (Santander, 1918 - Madrid, 2 de octubre de 1942) fue un obrero metalúrgico y político español, miembro del Comité Central del Partido Comunista en el interior durante la dictadura franquista, asesinado víctima de la represión política.
Al tiempo de producirse el golpe de Estado de julio de 1936 que dio lugar a la Guerra Civil, era militante de las Juventudes Socialistas Unificadas (JSU) que participaron en la defensa de Santander. Después de que la ciudad cayó en manos de las tropas sublevadas, pasó a Francia, regresando a España como miembro del Partido Comunista con la misión de entrenar militarmente a los militantes del PCE en Alicante. Con la toma de Alicante al final de la guerra, no pudo huir, y se mantuvo oculto durante casi un año y medio en Elche. El 18 de diciembre de 1941 llegó a Madrid Heriberto Quiñones para hacerse cargo del secretariado de la organización del PCE, en sustitución de Realino Fernández López detenido en noviembre del año anterior. El 30 de diciembre de ese año, en la calle de Alcalá de Madrid, Ángel Garvín fue detenido junto a Quiñones, mientras que el otro miembro de la dirección del PCE, Federico Frutos de San Antonio pudo escapar aunque fue detenido días más tarde.
Los tres, como miembros de la dirección del PCE, fueron juzgados ante un consejo de guerra el 26 de septiembre de 1942, y aunque el fiscal había pedido contra Garvín treinta años de prisión, fue condenado a muerte junto a Heriberto Quiñones y Luis Sendín López arrestado en octubre de 1941. Federico San Antonio de Frutos fue condenado a treinta años de prisión. Ángel Garvín fue ejecutado el 2 de octubre de 1942 en el cementerio del Este de Madrid con Quiñones y Sendín López.